# Kriegerdenkmal Althaldensleben (Deutsch-Französischer Krieg)

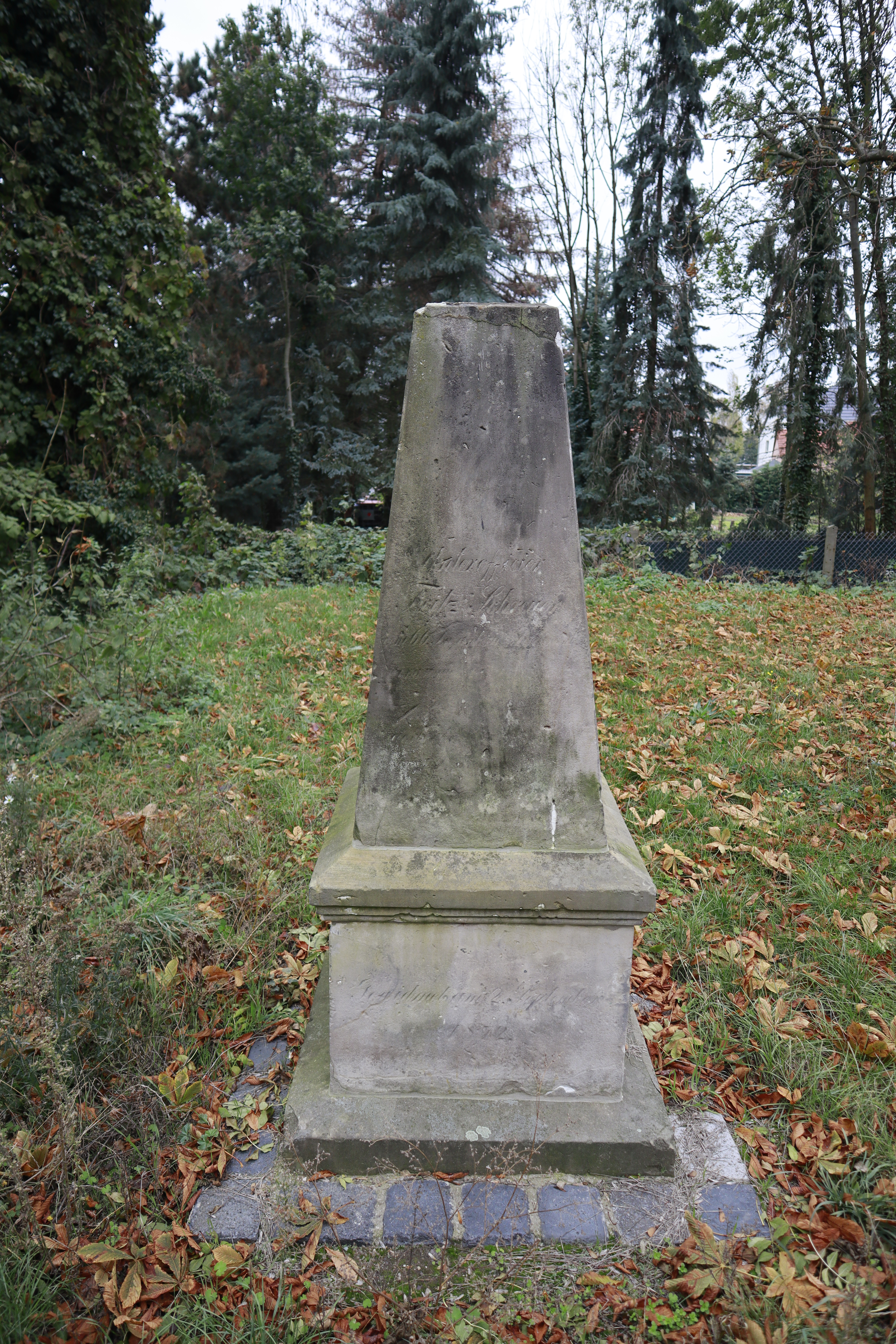

Das Denkmal für die Gefallenen des Deutsch-Französischen Krieges 1870/71 im Ortsteil Althaldensleben der Stadt Haldensleben in Sachsen-Anhalt befindet sich bei der am Kirchgang gelegenen Althaldensleber Simultankirche.

## Geschichte
Das Denkmal für die Gefallenen des Deutsch-Französischen Krieges 1870–71 wurde im Jahr 1872 städtebaulich wirkungsvoll vor der Mittelachse der Simultankirche aufgestellt. Althaldensleber Bürger hatten es finanziert. Anlässlich der Neugestaltung des Kirchplatzes wurde es 2017 im Außenbereich umgestellt.

## Gestaltung
Das Denkmal ist passend zur Architektur der Kirche klassizistisch gestaltet und mit einer Inschrift versehen. Im örtlichen Denkmalverzeichnis ist das Denkmal unter der Erfassungsnummer 094 84416 als Baudenkmal eingetragen. Es besteht Denkmalschutz, da das Objekt aus geschichtlicher, kulturell-künstlerischer und städtebaulicher Sicht erhaltenswert ist.